# Magični kvadrat
Magični kvadrat dimenzije n je skup n² brojeva u kvadratu ispunjenim cijelim brojevima tako da svaki stupac, red ili dijagonala daju pri zbrajanju isti iznos. Kvadrati popunjeni sa slovima ili simbolima se također nazivaju magičnim kvadratima i bili su preteče današnjih magičnih kvadrata s brojevima.
Zbrojstupaca, redova i dijagonala naziva se magični zbroj ili magična konstanta.
Postoje magični kvadrati svih dimenzija osim dimenzije 2x2. Trivijalni magični kvadrat dimenzije 1 sastoji se samo od jednog kvadrata.

## Različite inačice magičnih kvadrata
Za magični kvadrat dimenzije n kaže se da je pravi, ako su u njemu svi brojevi od 1 do n². Magična konstanta M za ovakav magični kvadrat, ovisi samo o n a njen zbroj je;
{\displaystyle M(n)={\frac {n^{3}+n}{2}}}.
Postoji samo jedan pravi magični kvadrat dimenzije 3 u kojem su brojevi od 1 do 9. Magični zbroj je 15 (vidi sliku iznad).
Izmjenama i rotacijama može se preurediti ovaj kvadrat tako da se dobije 8 različitih inačica ali one se ne računaju kao neovisni magični kvadrati. Ako se pak povećava dimenzija broj kvadrata brzo raste. Za dimenziju 4 postoji ukupno 880 različitih kvadrata dok taj broj za dimenziju 5 iznosi 275 305 224 .

## Malo povijesti o magičnim kvadratima
Magični kvadrati su se mogli naći u različitim kulturama i fascinirali su ljude tijekom različitih vremenskih perioda. U početku su im davana magična ili religijska svojstva, ali su bili cijenjeni, kao i danas zbog svojih zabavnih i interesantnih rješenja.
Vjeruje se da su magični kvadrati bili poznati još u Kini oko 2000 godina prije Krista.
Jedna kineska legenda govori o ljudima pored rijeke koji su pokušali prinijeti žrtvu bogu ali se uvijek pojavljivala kornjača iz vode. Kornjača je prolazila pored darova i to se ponavljalo cijelo vrijeme sve dok jedno dijete nije primijetilo čudan obrazac na leđima kornjače, magični kvadrat zvani Lo Shu. Uz pomoć modernih brojeva dobije se kineski magični kvadrat dimenzije 3, čiji je zbroj 15 što u biti označava broj poklona koje treba žrtvovati da bi bog bio zadovoljan. Slika "originalnog" kvadrata, na leđima kornjače može se vidjeti na: 
| Lo Shu | Lo Shu | Lo Shu |
| ------ | ------ | ------ |
| 4      | 9      | 2      |
| 3      | 5      | 7      |
| 8      | 1      | 6      |

Iz Kine su se magični kvadrati raširili do Indije gdje je moguće naći opise magičnih kvadrata u prvim stoljećima poslije Krista, dimenzije 4. Kasnije se magični kvadrati šire diljem arapskog svijeta.
Vremenom dolaze magični kvadrati i do Europe. Tijekom Srednjeg vijeka ono što se nazivalo sedam planeta; Saturn, Jupiter, Mars, Sunce, Venera (planet), Merkur (planet) i Mjesec, povezivani su s magičnim kvadratima različizih veličina.
Možda najpoznatiji od svih magičnih kvadrata dimenzije 4, je moguće vidjeti na djelu Melancolia I, gravuri njemačkog umjetnika Albrechta Dürera. To je jedan fascinirajući magični kvadrat s velikim brojem interesantnih detalja. Magični zbroj je 34 i taj rezultat se pored zbroja u redovima, stupcima, i dijagonalama može pronaći i na drugim mjestima u kvadratu:
- Četiri kvadratića u sredini daju zbroj 34
- Četiri kvadratića u kutovima daju zbroj 34
- Prva dva kvadratića u prvom redu i zadnja dva u četvrtom redu daju zbroj 34
- Prva dva kvadratića u prvom stupcu i zadnja dva u četvrtom stupcu daju zbroj 34.

Može se primijetiti i da je zbroj obje dijagonale zajedno, jednak zbroju svih ostalih kvadratića. Također je zbroj svih kvadratića u dvije dijagonale jednak zbroju kvadrata ostalih brojeva, a isto vrijedi i za kubove. Isto tako zbroj kvadriranih brojeva u dva gornja reda je jednak zbroju kvadrata za donja dva reda. Isto vrijedi i za stupce 1 i 2 nasuprot stupaca 3 i 4.
U kvadratu je moguće pročitati kada je Albrecht Dürer napravio ovo djelo: u najdonjem redu u dva srednja kvadratića je napisana godina 1514.
Jedan drugi primjer magičnog kvadrata u umjetnosti može se vidjeti na katedrali La Sagrada Família u Barceloni. Ovaj kvadrat po svom obliku liči na Dürerov, ali kod njega je magični zbroj 33, a ovaj broj označava starost Isusa kada je umro na križu.

## Algoritmi za generiranje magičnih kvadrata
Umjesto pravljenja magičnih kvadrata kroz testiranja u današnje vrijeme razvijeni su brojni algoritmi za njihovo generiranje.

### Kvadrati neparne dimenzije
Prvo se napiše broj 1 u sredini prvog reda. Zamisao je napisati ostale brojeve u nizu od 1 pa na više prema specijalnom uzorku. Na taj način će se brojevi upisivati dijagonalno prema gore, desno od svog prethodnika. Ako pak dođemo izvan kvadrata pri nekom koraku, nastavlja se upisivanje sljedećeg broja na drugoj strani, tj. na drugom kraju kada broj dođe do kraja kolone. Ako je u nekom kvadratiću već upisan broj, onda se on upisuje direktno ispod svog prethodnika. Ova metoda funkcionira uvijek kada se jedinica upiše u sredinu najgornjeg reda. Ispod je magični kvadrat 5-te dimenzije generiran na taj način.
Moguće je također koristiti druge nizove koji se razlikuju od normalnog 1→n², samo ako je razlika između brojeva ista.
| 17 | 24 | 1  | 8  | 15 |
| 23 | 5  | 7  | 14 | 16 |
| 4  | 6  | 13 | 20 | 22 |
| 10 | 12 | 19 | 21 | 3  |
| 11 | 18 | 25 | 2  | 9  |

Osam inačica magičnog kvadrata dimenzije 3 moguće je generirati tako da se uvijek broj 5 upiše u sredinu a da parni brojevi (2, 4, 6 i 8) se uvijek upisuju u četiri kuta. Svi brojevi oko broja 5 se moraju napisati tako da njihov zbroj bude 10. (Vidi sliku iznad).

### Kvadrati duple parne dimenzije
Pod parnom dimenzijom misli se na kvadrate koji su djeljivi s 4. Ovdje dakle spadaju magični kvadrati dimenzija 4, 8, 12, 16… itd. Tehnika za ovaj algoritam je vrlo zabavna i nije teška. Može se podijeliti u tri koraka. Ispod su opisana tri koraka jednog kvadrata 8x8.

#### Korak 1
Pri prvom koraku ucrtavaju se točkice po obrascima u kvadrat. Točkice trebaju napraviti mini kvadrate i sličit će na šahovsku ploču. Najlakši način može biti upisujući od mini kvadrata u sredini koji se lako pronađe na mjestu gdje se susreću dijagonale. Minik vadrati se sada upisuju unutar velikog kvadrata, tako da cijelo vrijeme kut nasuprot kuta, da bi se dobio obrazac. U kasnija dva koraka se brojevi od 1 do n² upisuju.
| Korak 1 | Korak 1 | Korak 1 | Korak 1 | Korak 1 | Korak 1 | Korak 1 | Korak 1 |
| ------- | ------- | ------- | ------- | ------- | ------- | ------- | ------- |
| .       |         |         | .       | .       |         |         | .       |
|         | .       | .       |         |         | .       | .       |         |
|         | .       | .       |         |         | .       | .       |         |
| .       |         |         | .       | .       |         |         | .       |
| .       |         |         | .       | .       |         |         | .       |
|         | .       | .       |         |         | .       | .       |         |
|         | .       | .       |         |         | .       | .       |         |
| .       |         |         | .       | .       |         |         | .       |

#### Korak 2
Pri drugom koraku prvi brojevi se upisuju u kvadrat. Brojevi se počinju upisivati jedan za drugim započevši s prvim redom, s lijeva na desno a zatim se prelazi u red ispod. Brojevi se upisuju samo na mjesta gdje su upisane točkice u koraku 2.
| Korak 2 | Korak 2 | Korak 2 | Korak 2 | Korak 2 | Korak 2 | Korak 2 | Korak 2 |
| ------- | ------- | ------- | ------- | ------- | ------- | ------- | ------- |
| 1       |         |         | 4       | 5       |         |         | 8       |
|         | 10      | 11      |         |         | 14      | 15      |         |
|         | 18      | 19      |         |         | 22      | 23      |         |
| 25      |         |         | 28      | 29      |         |         | 32      |
| 33      |         |         | 36      | 37      |         |         | 40      |
|         | 42      | 43      |         |         | 46      | 47      |         |
|         | 50      | 51      |         |         | 54      | 55      |         |
| 57      |         |         | 60      | 61      |         |         | 64      |

#### Korak 3
Sada se uspisuju ostali brojevi. Oni se upisuju na isti način kao u 2. koraku, iako obrnutim redom. Započinju se upisivati u zadnjem redu, s desna na lijevo, a zatim se prelazi u red iznad. Kao i u 2. koraku opet se upisuju brojevi od 1 do 64, ali u prazna mjesta.
| Korak 3 | Korak 3 | Korak 3 | Korak 3 | Korak 3 | Korak 3 | Korak 3 | Korak 3 |
| ------- | ------- | ------- | ------- | ------- | ------- | ------- | ------- |
| 1       | 63      | 62      | 4       | 5       | 59      | 58      | 8       |
| 56      | 10      | 11      | 53      | 52      | 14      | 15      | 49      |
| 48      | 18      | 19      | 45      | 44      | 22      | 23      | 41      |
| 25      | 39      | 38      | 28      | 29      | 35      | 34      | 32      |
| 33      | 31      | 30      | 36      | 37      | 27      | 26      | 40      |
| 24      | 42      | 43      | 21      | 20      | 46      | 47      | 17      |
| 16      | 50      | 51      | 13      | 12      | 54      | 55      | 9       |
| 57      | 7       | 6       | 60      | 61      | 3       | 2       | 64      |